# Église Saint-Parres de Saint-Parres-aux-Tertres
L'église Saint-Parres est une église située à Saint-Parres-aux-Tertres, en France. Elle est placée sous le vocable de saint Parres (saint Patrocle).

## Description
Sous le vocable de saint Parres, l'église est du XVIe siècle bâtie sur un plan rectangulaire, l'abside à cinq pans fait saillie. La nef est à cinq travées et toute l'église est voûtée. Une tour carrée commencée le 9 mai 1557 est décalée par rapport à la façade et à la nef.

### Mobilier
Elle possède un important mobilier avec des statues :
- Une Marie à l'Enfant[2] de l'école champenoise en calcaire polychrome,

- Un Marie à l'Enfant[3] en chêne,
- Un sainte Maure[4] en calcaire,
- Un saint Augustin[5] en chêne polychrome,
- Un saint Menge[6] en chêne polychrome,
- Un saint Nicolas[7] en calcaire polychrome,
- Un saint Parres[8] en calcaire polychrome ; elles sont du XVIe siècle.

Un important bénitier sur pied et des fonts baptismaux qui sont du XVIIe siècle.
Une série de dix sarcophages en calcaire qui datent du IIIe siècle.

### Images

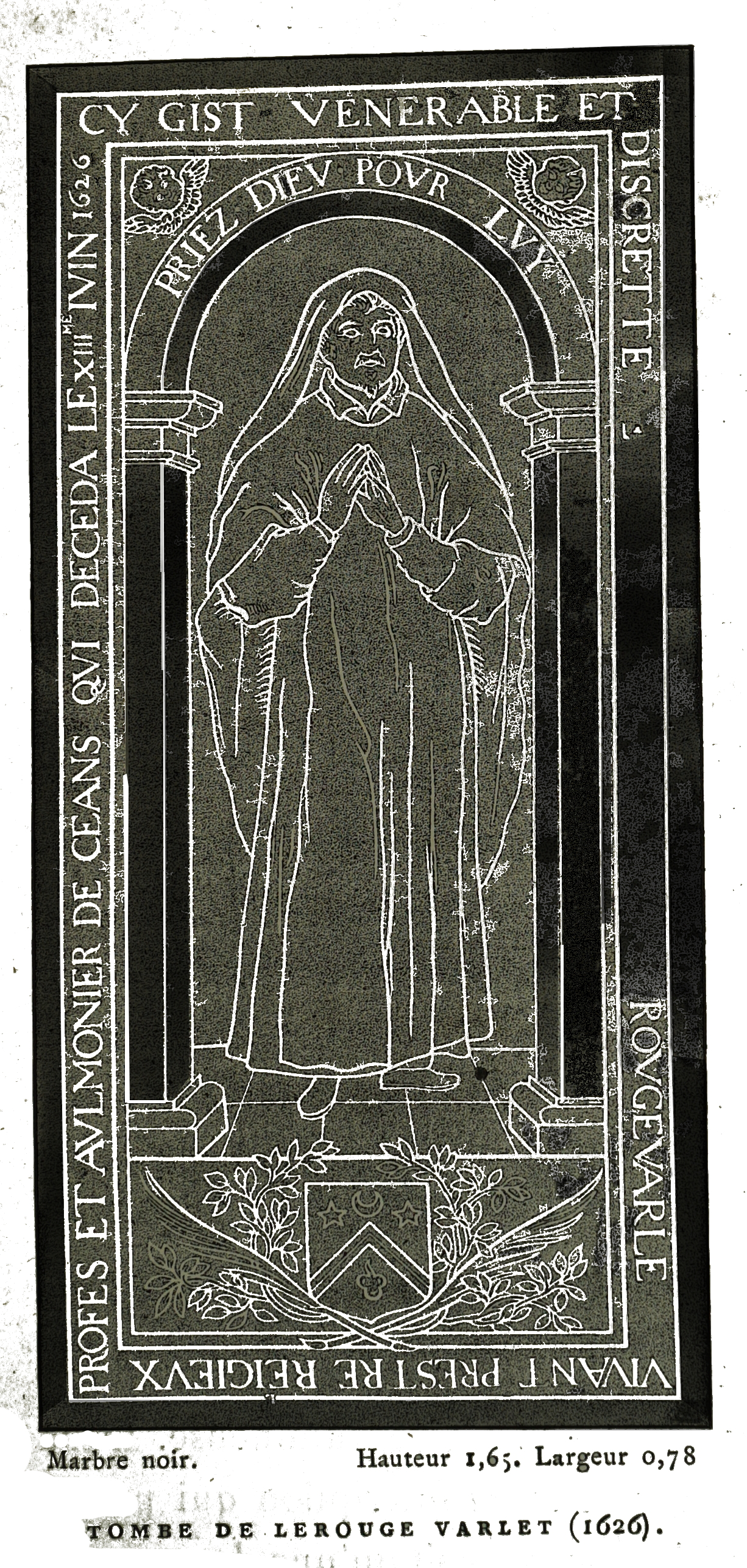
Dalle de Lerouge[12],
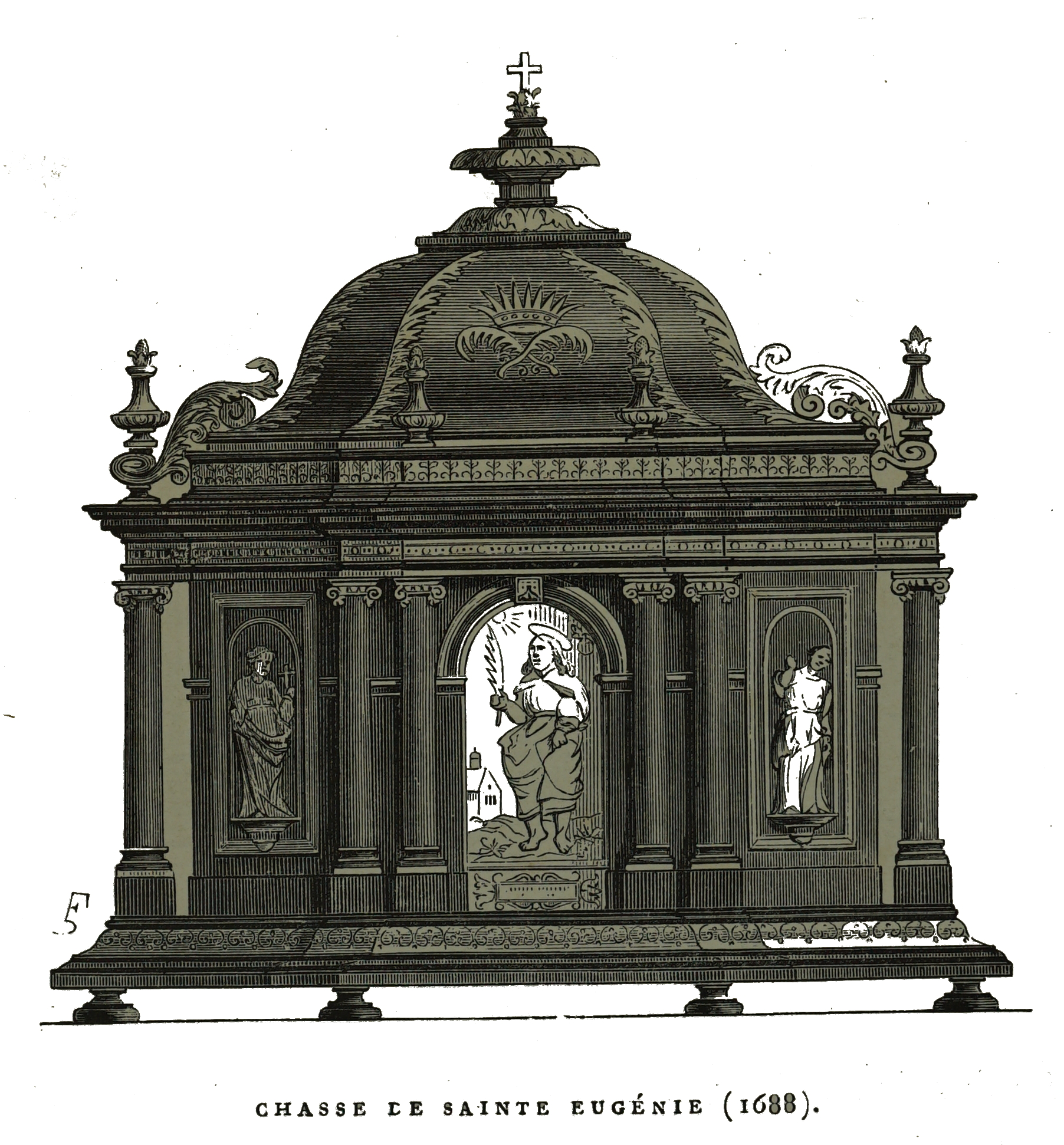
chasse
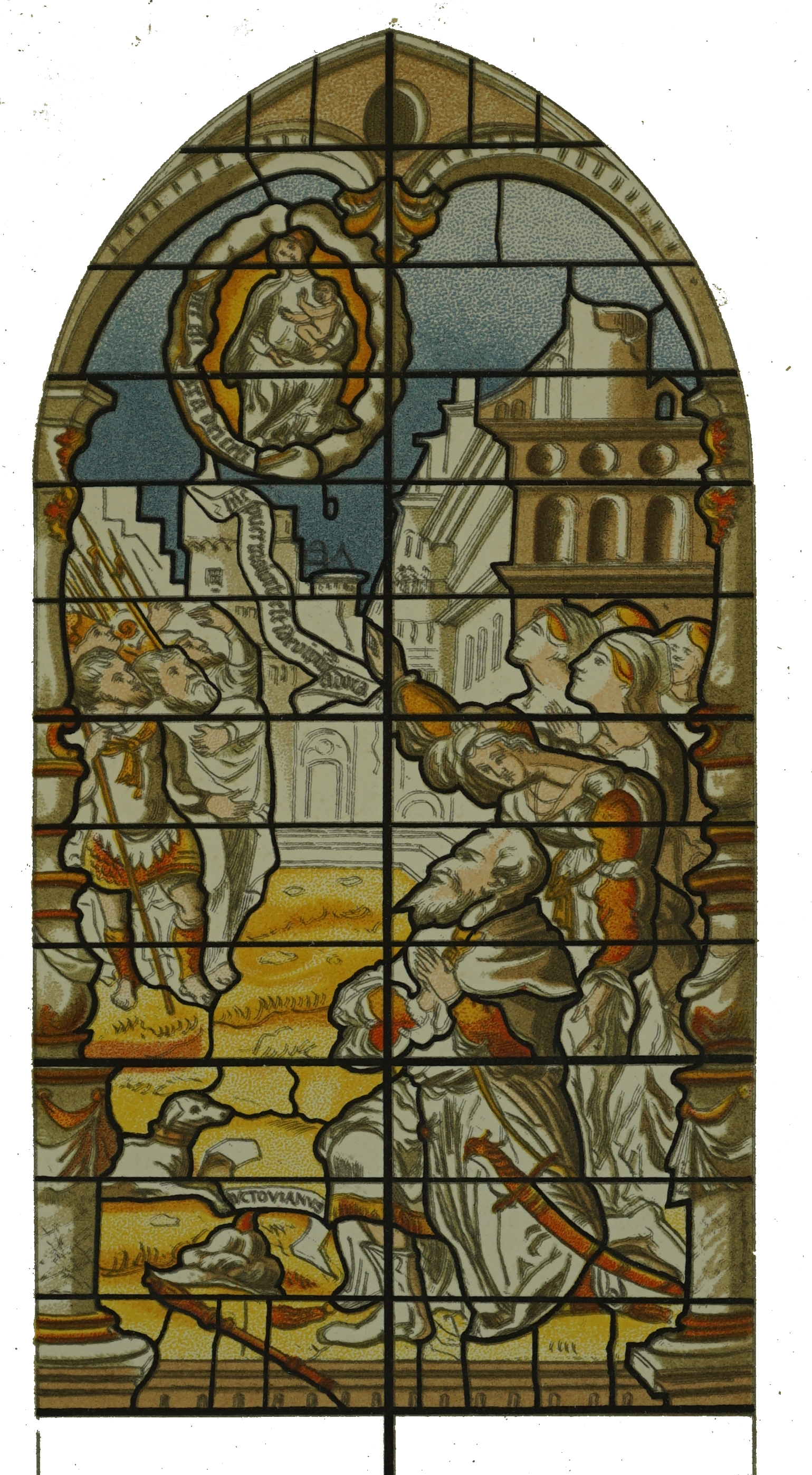
vitrail d'apparition de Marie,
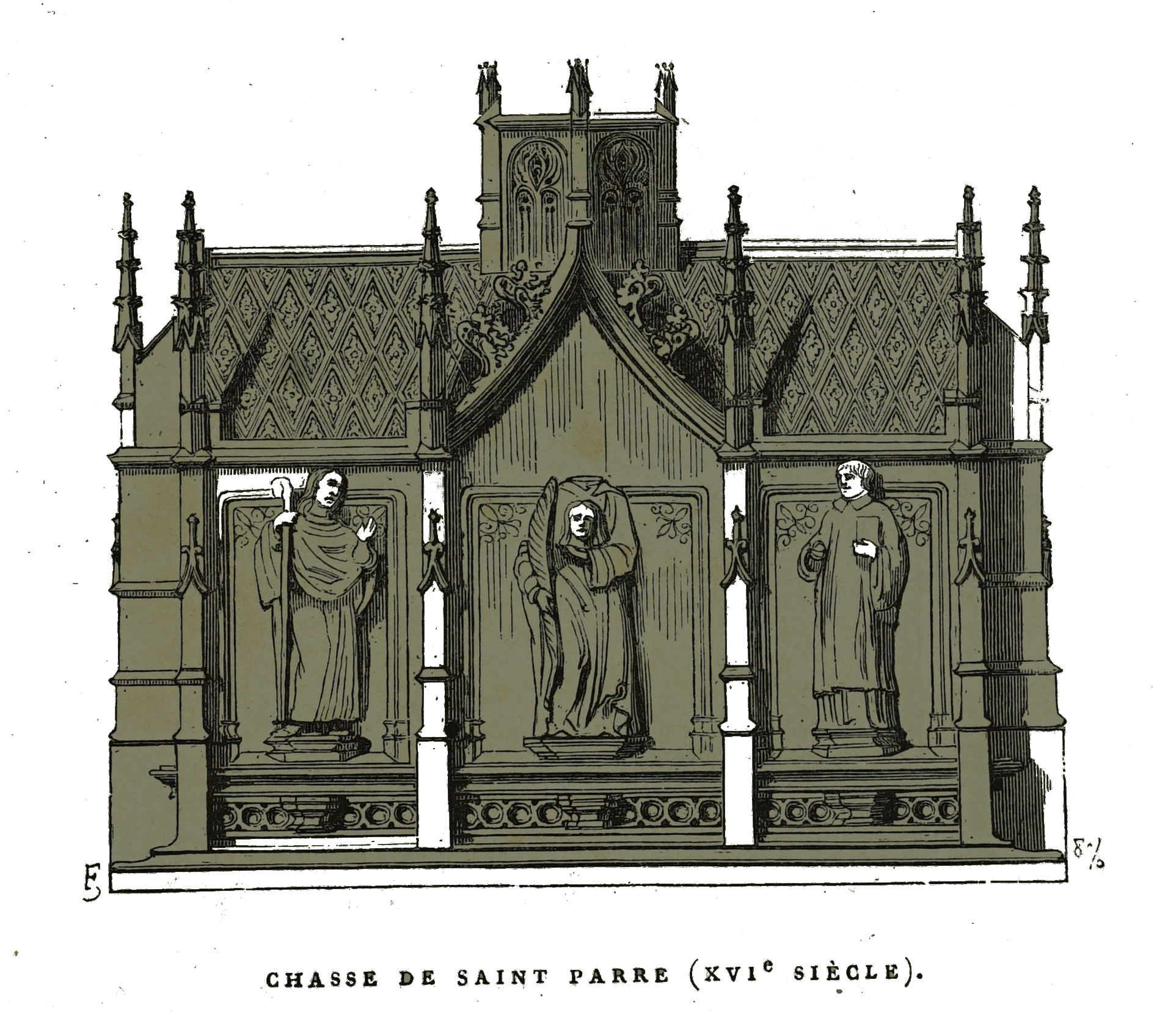
chasse de st Parre[13].

## Localisation
L'église est située sur la commune de Saint-Parres-aux-Tertres, dans le département français de l'Aube.

## Historique
L'église était le siège d'une paroisse à la collation de l'évêque qui comprenait la succursale de Bouranton, Argetolle, Bellay qui avait chapelle, Maison-Mercier et Villechétif qui avait une chapelle. Le curé avait le titre de prêtre cardinal. 
L'édifice est classé au titre des monuments historiques en 1942.

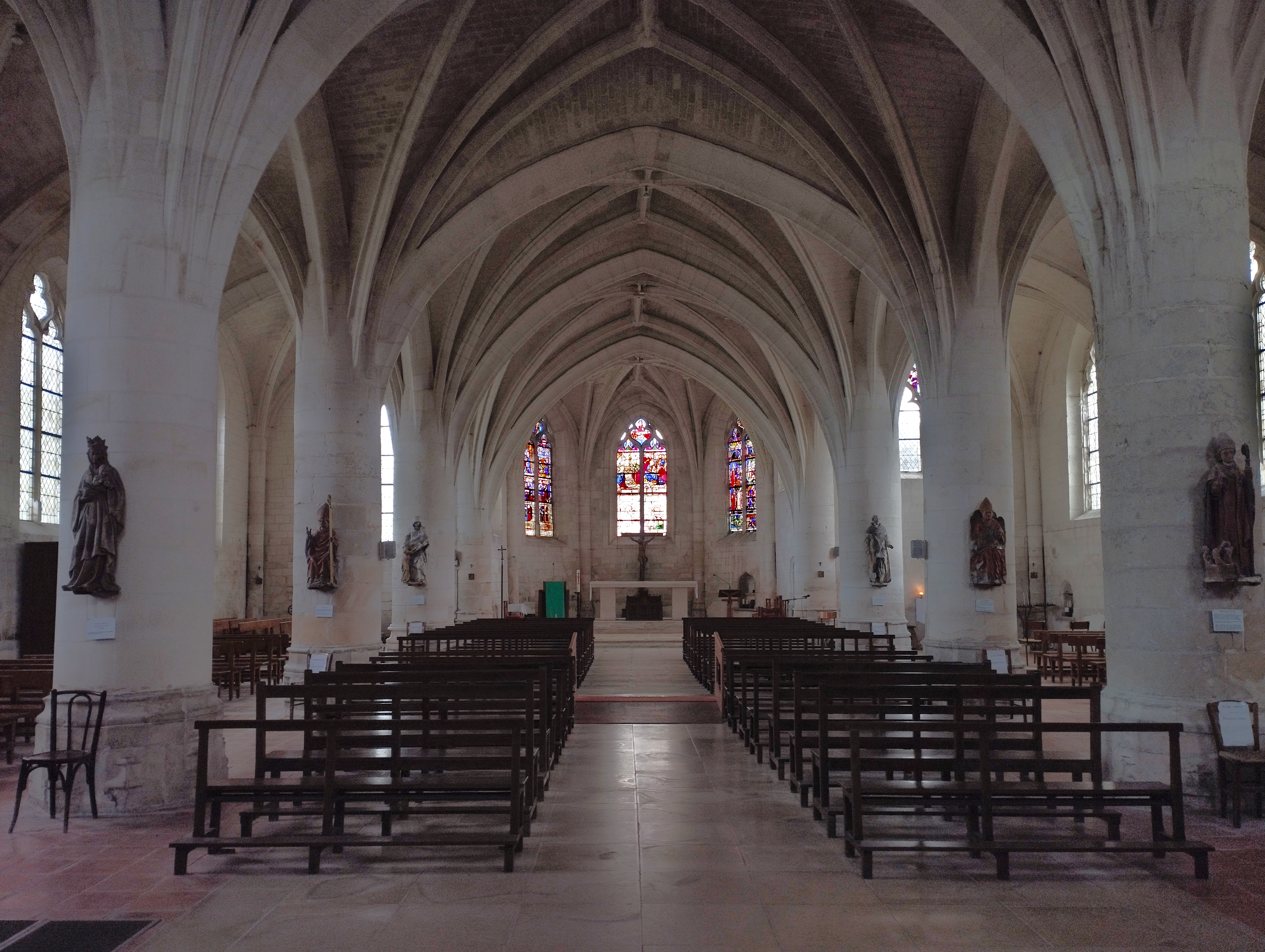
Intérieur de l'église Saint-Parres en 2024.

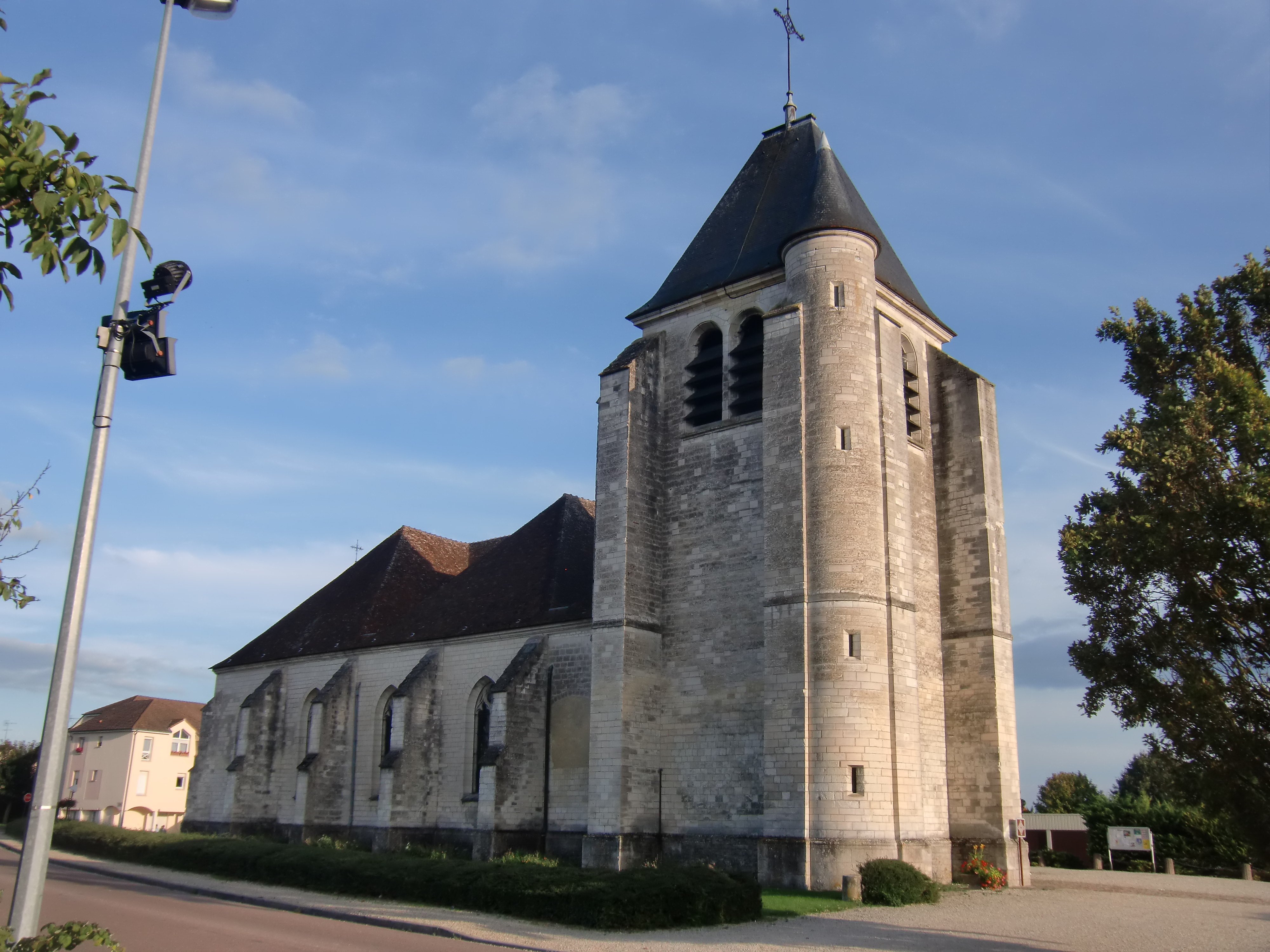
L'église en 2011.
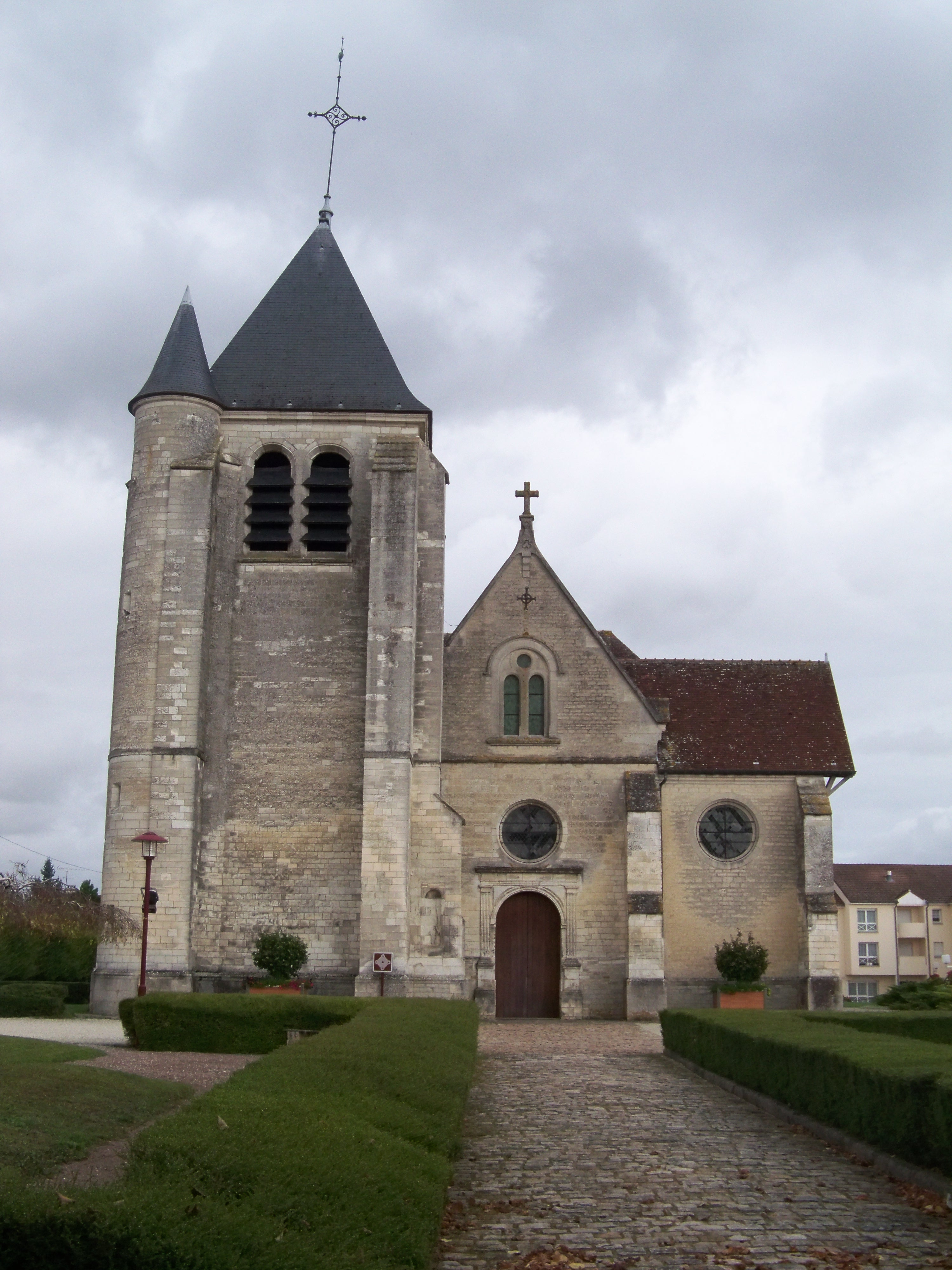
L'église en 2013.